# 映画! たまごっち うちゅーいちハッピーな物語!?
『映画! たまごっち うちゅーいちハッピーな物語!?』（えいがたまごっち うちゅーいちハッピーなものがたり）は、バンダイより発売のキーチェーンゲームシリーズ『たまごっち』を原作とするアニメーション映画作品。2008年12月20日より東宝系にて公開。

## 概要・特徴
2007年12月15日に公開された『えいがでとーじょー! たまごっち ドキドキ! うちゅーのまいごっち!?』の続編。
音楽が前作の田中公平から浜口史郎に交替するなど、スタッフに若干の入れ替わりが見られる。
本作は、『えいがでとーじょー！たまごっち』とは異なり、人間のキャラクターは一切登場しない（エンディングでは、まめっちたちが前作に登場した少女・たんぽぽと一緒に写っている記念写真が出てくる）。また、スペシャルゲストがキャラクターの声を担当することもない（一般公募キャスト起用は前作と同様に行われた）。
翌年は『たまごっち』の映画は制作されなかったが、映画公開から9年後の2017年に『映画かみさまみならい ヒミツのここたま 奇跡をおこせ♪テップルとドキドキここたま界』の同時上映作品として『映画たまごっち ヒミツのおとどけ大作戦!』が公開された。
本作の設定は2009年10月12日に放送開始したテレビアニメ『たまごっち!』に引き継がれ、登場キャラクターほぼ全員と基本設定が引き継がれている。
本作オリジナルの舞台である「移動図書館」は、2011年発売の「たまごっち iDL 15周年特別バージョン」においてお出かけ先の一つとして登場する。

## 登場キャラクター

### たまごっちスクール+仲間
基本的なメインレギュラーは前作とほぼ同じであるが、今作では、ききっちが転校生として追加されている他、まめっちが作ったハピハピっちが追加された。下記以外の人物については前作を参照。
まめっち
声 - 釘宮理恵
主人公。まめ族の男の子。今作では「ハピハピっち」を発明した。
ちゃまめっち
声 - 儀武ゆう子
まめっちの妹。今作ではたまごっちスクールに配属された。ききっちのことが気になっている模様。
めめっち
声 - 柚木涼香
ぐるぐる族の女の子で、まめっちの友達。
くちぱっち
声 - 矢口アサミ
ぱっち族の男の子で、まめっちの友達。
ききっち
声 - 竹内順子
ちゃまめっちの親友。イタズラが大好きなひねくれ者。過去の出来事がきっかけで、まめっち達と一緒にいることを嫌っている。
ハピハピっち
声 - こおろぎさとみ
まめっちが発明したハッピーをおすそ分けするたまごっち。力を使いきってしまうと死んでしまう。最終的に命を取り留め、以降の作品にも登場する。
いもっち
めめっちの妹。
ふらわっち
声 - 佐々木日菜子
めめっちの親友。
くろまめっち
声 - 加藤奈々絵
ござるっち
忍者にあこがれており、日々修行に励んでいる男の子。
まきこ
声 - 杉山佳寿子
本名は「マドレーヌ・キリエ・ドッチーヌ」。
やんぐまめっち
声 - 吉原ナツキ
まめっちに憧れている男の子。
りんごっち
声 - AKIKO
とげっち
声 - 金野潤
めいどっち
声 - 不明
しましまっち
声 - 不明
せびれっち
声 - 不明
ごりっぱ先生
声 - 間宮くるみ
辞典亀先生
声 - 龍田直樹
フラスコ先生
声 - 松尾大亮
ミミズ校長
声 - 大竹宏
ちゃおっち
声 - 山本麻理乃
じどうっち
声 - 佐藤すず
すぴっち
声 - 恒川直己
ももっち
声 - 藤平歩
ひめっち
声 - 柴原佳奈
ローズっち
声 - 不明
きんばっち
声 - 不明
ちゃんとっち
声 - 不明
はつがっち
声 - 不明
すかっち
声 - 不明
おじっち
声 - 不明
おトキっち
声 - 不明
ぐまっち
声 - 三宅健太
ぱっちの森に暮らすたまごっち。ハピハピっちに幸せを思い出した。
くりぼっち
追いかけるシーン。
かんでんっち
声 - 岩井良磨
一般公募者がデザインしたたまごっち。
女の子で、怒ると頭の角から電気を出して相手を感電させてしまうらしい。
このため、周辺の仲間は彼女を怒らせないようにしている。

### 親族
ばぐばぐっち
声 - 佐々木日菜子
まめっちのペット。
ぱぱまめっち
声 - 川島得愛
まめっちの父親。
ままめっち
声 - 鷹森淑乃
まめっちの母親。
ちっちー
めめっちのペット。
めめままっち
声 - 城雅子
めめっちの母親。
めめぱぱっち
声 - 三宅健太
めめっちの父親。
温泉モグラっち
くちぱっちのペット。
ぱぱぱっち
声 - 小西克幸
くちぱっちの父親。
ままぱっち
声 - 川瀬晶子
くちぱっちの母親。
ちびぱっち
声 - 佐々木日菜子
くちぱっちの弟で双子の兄弟。
ままふらわっち
ふらわっちの母親。ハピハピっちに思い出した、ふらわっちのお花のお世話をしている。または、エンディングでは、家族全員でセレブリアをお買い物に連れていった。
ぱぱきざっち
ふらわっちの父親。エンディングでは、きざっち、まじょりてのカメオ出演しているんだが、クレジットの間にふらわっちファミリーと一緒に現れ、セレブリアで歩きます。
きざっち
ふらわっちの兄。エンディングでは、ぱぱきざっち、まじょりてのカメオ出演している。
まじょりて
まきこの母親。エンディングでは、ぱぱきざっち、きざっちのカメオ出演しているんだが、まきことお喋りをしていた。
ぱぱくろっち
くろまめっちの父親。この映画では、デザインされていない。

### TV
ガイドっち
声 - 大西健晴
レポっち
声 - 松久保いほ

### まめまめ研究所
まめはかせっち
声 - 古島清孝

### 宇宙
たまごっち星
声 - 早志勇紀
たいようっち
声 - 不明
まめたいようっち
声 - 寺谷美香

### 移動図書館
おとぎっち兄妹が乗る空飛ぶ船。
おとぎっち兄妹
声 - 不明
移動図書館を運営する兄と妹。ふしぎな絵本は、妹の方が作っている。
ふしぎな絵本
誰もが絵本の中に入り込み、主人公になれる絵本。大人は入れないらしい。
シアワセーニョ
声 - 阪口大助
ふしぎな絵本『世界一幸せな物語』の主人公。
ラッキー
シアワセーニョの住む家のペット。

### セレブリア
ムッシュ・キキパパ
声 - 不明
ききっちの父親でセレブリアのオーナー。
マダム・キキ
声 - 不明
ききっちの母親。

## スタッフ
- 原案 - BANDAI・WIZ
- 監督 - 志村錠児
- エグゼクティブプロデューサー - 柴崎誠、横井昭裕
- チーフプロデューサー - 竹中一博、本郷武一、川城和実、鵜之澤伸、亀井修、永井秀之、奥野敏聡、浅沼誠
- プロデューサー - 久保勝範、加藤満
- 脚本 - 松井亜弥
- 絵コンテ - 志村錠児、飯島正勝、外山草、吉川博明、高橋ナオヒト
- 演出 - 志村錠児、飯島正勝、外山草、吉川博明、根岸宏樹、高橋ナオヒト
- キャラクターデザイン・総作画監督 - 一石小百合
- 作画監督 - 佐藤和巳、相澤昌弘、堺美和、東海林康和、志村隆行、関根昌之、尾鷲英俊、松原徳弘
- 動画チェック - 榎本冨士香、室岡辰一、齋藤友希、小野あゆ美、敷田エリ、長澤美奈子
- 美術監督 - 工藤ただし
- 色彩設計 - 大関たつ枝
- 色指定 - 佐藤直、佐藤美由紀、井上あきこ、碓井彩子
- 特殊効果 - 太田憲之
- 仕上チェック - 塚田真由美、金田昌子
- 撮影監督 - 吉田光伸
- 撮影監督補 - 池田新助
- 編集 - ジェイ・フィルム、今井大介
- 編集助手 - 古谷桃子
- 音響監督 - 三間雅文
- 音楽 - 浜口史郎
- アニメーションプロデューサー - 神田修吉
- アニメーション制作 - OLM Team Kamei
- アニメーション制作協力 - 亜細亜堂
- 制作担当 - 亀井康輝
- 制作デスク - 加藤浩幸
- 設定制作 - 佐々木崇之
- 制作進行 - 吉岡大輔、菊地勇、村田貢一、澤田剛、大山裕一、田中貴士、村野佑太
- 配給 - 東宝
- 製作 - Teamたまごっち（バンダイ、ウィズ、バンダイビジュアル、バンダイナムコゲームス、小学館、アサツー ディ・ケイ、OLM、バンダイネットワークス）

## 主題歌
オープニング曲『たまごっち ハッピーヴァージョン』
作詞 - 里乃塚玲央 / 作曲・編曲 - 川嶋可能 / うた - キグルミ
テーマ曲『グリーンフラッシュ伝説』
プロデュース・作詞 - カシアス島田 / 作曲 - 高原兄 / 編曲 - 斎藤史護・岩室雅子 / うた - Pabo